# Henryk Lgocki
Henryk Lgocki (ur. 18 czerwca 1861 w Lgocie pod Wadowicami, zm. 13 sierpnia 1917 w Wiedniu) – polski prawnik, absolwent Uniwersytetu Jagiellońskiego, członek Towarzystwa Tatrzańskiego od 1895, i Komisji Fizjograficznej Akademii Umiejętności od 1899.
Lgocki amatorsko zajmował się entomologią. Zgromadził zbiór ok. 20 000 okazów chrząszczy, które zbierał w Polsce, na Ukrainie, w Rosji i na Kaukazie. Odkrył kilka nieznanych nauce gatunków chrząszczy, jeden z nich został nazwany jego imieniem - Quedius lgocki. W 1908 wydał publikację pt. Chrząszcze (Coleoptera) zebrane w okolicy Częstochowy w Królestwie Polskiem w latach 1899-1903.
Był miłośnikiem Tatr, w 1894 zaproponował namalowanie monumentalnej Panoramy Tatr. W następnych latach doprowadził do realizacji projektu, panoramę namalował zespół młodych polskich malarzy, jednak bez sukcesu finansowego.